# Linkkampány
A linkkampány vagy linképítés a keresőoptimalizálás egyik fontos kelléke. A többi eszközhöz hasonlóan célja, hogy a weboldal minél előbbi helyen jelenjen meg a keresőmotorok találatai között. Minden egyes link, ami az oldalra mutat, plusz találat. Összességében pedig az kerül legelőrébb, akinek a legtöbb találata van.

## Linktípusok

#### Szerkesztőségi link
A szerkesztőségi linkek azok a linkek, aminek a beajánlásához, terjesztéséhez nem szükséges fizetni. Általánosságban mindenki tudja, hogy miért vannak ezek az oldalak, mi a céljuk. Ezeknek az oldalaknak az a feladata, hogy az adott témában összegyűjtsék a különféle honlapok linkjeit, és egy helyen tegyék közzé.

#### Szöveges link
Amikor valamilyen szövegre vagy szóra kattintva kerül a felhasználó az adott szóval kapcsolatos honlapra. Ilyenkor derül ki, hogy mi a témája az oldalnak.

#### Follow link
Egy olyan link, mely a keresőrobotokat arra utasítja, hogy keressenek tovább azon a linken keresztül. Vannak azonban olyan linkek is, amelyek pont az ellenkezőjére utasítják a robotot. 

#### No-follow link
A "no-follow" link a keresőmotoroknak azt jelzi, hogy a hivatkozott weboldalt ne kövesse, és ne vegye figyelembe a keresési rangsorolás során. A rel="nofollow" HTML-attribútummal ellátott linkek általában akkor használatosak, amikor egy weboldal nem kívánja átadni a linkek révén érkező "link juice"-t vagy hitelességet egy másik oldalnak. Ez gyakran előfordul fizetett linkek, felhasználók által generált tartalmak vagy bizonytalan eredetű linkek esetében.

#### Keresőrobot
A keresőrobot (angol szövegkörnyezetben: web crawler) egy informatikai kifejezés. Olyan speciális programok gyűjtőneve, amelyek képesek az interneten fellelhető publikus, illetve a robots.txt és a robots metatag által engedélyezett tartalmak letöltésére, és ezek valamilyen formában való elemzésére, az adatok eltárolására. A keresőrobotokat legtöbbször keresőoldalak használják arra a célra, hogy a felkutatott és indexelt weboldalak linkjeit a saját oldalukon kereshetővé tegyék.

## Csoportosítás irányuk szerint

#### Külső linkek
Azok a linkek, amelyek az adott oldalról egy külső másik oldalra irányítanak. Ezeknek a linkeknek az veszélye, hogy így elhagyják az oldalt, azonban azért szokták használni, mivel így megbízhatóbbá válik az oldalon található információ, ezzel együtt pedig maga az oldal is. Ugyanakkor azok a linkek is külső linkek, amik a saját oldalra segítenek elnavigálni. 

#### Belső link
Azok a linkek, amik a saját oldalon belül hivatkoznak (mutatnak) valamire.

## Page Rank
A PageRank az informatikában egy olyan algoritmus, amely hiperlinkekkel összekötött dokumentumokhoz számokat rendel azoknak a hiperlink-hálózatban betöltött szerepe alapján. Azonban nem mindegy, hogy milyen honlapokról mutatnak linkek a weboldalra. Egy adott oldal Page Rankje segít eldönteni, hogy érdemes-e azon linket elhelyezni vagy sem. A Page Rank gyakorlatilag egy osztályzat, amit a Google ad, és azt fejezi ki, hogy mennyire tartalmas, értékes az adott webhely. Itt is érvényes a régi megállapítás, hogy mennyiség helyett a minőség a lényeg. A magas Page Rank értékű oldalakról mutató linkek így értékesebbek, de alapvetően csak akkor javítják jelentősen az oldal pozícióját, ha a téma is összevág. A rossz minőségű vagy a Google által veszélyes oldalakról érkező linkek tovább ronthatják a keresőmotorokban való megjelenés esélyét.

## Beajánlás
Linkkampánynál egy másik módszer, hogy megkeresnek weboldalakat, weboldal-tulajdonosokat vagy üzemeltetőket, és arra kérik őket, hogy írjanak és jelentessenek meg a szövegben egy-két, az oldalra mutató linket. A tartalomgyártásban élen járó blogoknak és online médiatermékeknek folyamatosan újabb és újabb tartalmakra van szüksége, különösen akkor, ha azok aktuális témák és minőségi szövegek.